# Acanthopteroctetidae
Acanthopteroctetidae — невелика родина дрібних примітивних базальних хоботкових метеликів.

## Поширення
У родині описано 6 видів у двох родах. Чотири види роду Acanthopteroctetes поширені у Північній Америці. Два види роду Catapterix описані у Кримських горах (Україна) та горах Тяньшань (Киргизстан). Крім того знайдено ще три неописані представники родини у США, Перу і ПАР.

## Види
- Acanthopteroctetes Braun, 1921
  - Acanthopteroctetes aurulenta Davis, 1984
  - Acanthopteroctetes bimaculata Davis, 1969
  - Acanthopteroctetes tripunctata Braun, 1921
  - Acanthopteroctetes unifascia Davis, 1978
- Catapterix Zagulajev & Sinev, 1988
  - Catapterix crimaea Zagulajev & Sinev, 1988
  - Catapterix tianshanica Mey & Rutjan, 2010